# Principado de Ratisbona
El Principado de Ratisbona (en alemán: Fürstentum Regensburg) fue un efímero principado del Sacro Imperio Romano y de la Confederación del Rin, que existió entre 1803 y 1810. Su capital era la ciudad de Ratisbona, actualmente parte de Baviera, Alemania.
El principado se creó para Karl Theodor von Dalberg, príncipe-arzobispo de Maguncia y Príncipe-Primado del Imperio, debido a la anexión de la propia Maguncia por parte de Francia en virtud del Tratado de Lunéville, que cedía a Francia todos los territorios en la ribera izquierda del Rin. La mayor parte de los territorios del nuevo principado eran parte del principado-obispado de Ratisbona, sede episcopal fundada por San Bonifacio en 739. Los territorios del arzobispado de Maguncia a la derecha del Rin también pasaron a integrarse en el Principado de Ratisbona, incluyéndose así los señoríos de Donaustauf, Wörth y Hohenburg, la ciudad imperial de Ratisbona, la abadía de San Emmeram y las abadías de Obermünster y de Niedermünster, así como el principado de Aschaffenburg, a orillas del río Meno.
Previo a 1806, año de la disolución del Imperio, se acordó que Dalberg y los sucesivos príncipes-arzobispos de Ratisbona debían adquirir la dignidad de Elector del Imperio, del mismo modo en que hasta entonces lo habían sido los príncipes-arzobispos de Maguncia. De este modo, el nuevo principado pasó a llamarse Kurfürstentum Regensburg, esto es, el Electorado de Ratisbona. La sede arzobispal de Maguncia también fue trasladada al principado.
Las pretensiones bávaras sobre Ratisbona causaron fricciones, y Dalberg no pudo ser ratificado en su sede hasta el 1 de febrero de 1805. Con la disolución del Sacro Imperio en 1806, el principado perdió su estatus de electorado y pasó a formar parte de la Confederación del Rin en 1807. Aunque Dalberg era el monarca nominal del principado, éste estuvo administrado por un comisario francés, y el código legal napoleónico fue impuesto en 1809.
Durante la Guerra de la Quíntuple Alianza, las tropas austríacas ocuparon Ratisbona el 20 de abril de 1809; tres días después fue retomada por las tropas francesas. En virtud del Tratado de París, Dalberg cedió Ratisbona al Reino de Baviera, que incorporó formalmente la ciudad a sus territorios el 22 de mayo de 1810. A cambio de la cesión de Ratisbona, Dalberg recibió Hanau y Fulda, que combinó con el Principado de Aschaffenburg para crear el Gran Ducado de Fráncfort. La cesión de Ratisbona supuso el fin de los principados eclesiásticos tradicionales en Alemania, principados en los que el obispo de la diócesis la gobernaba también como señor feudal. Pese a ello, Dalberg continuó siendo el monarca de iure del Gran Ducado de Fráncfort, y retuvo la sede episcopal de Ratisbona hasta su muerte en 1817. Tras ésta, el arzobispado de Ratisbona se dividió en los obispados sufragantes de Múnich y de Freising.